# Хавијер Томео
Хавијер Томео Естаљо (шп. Javier Tomeo Estallo; Кисена, 9. септембар 1932 — Барселона, 22. јун 2013) био је шпански савремени писац. Студирао је права и криминалогију на Универзитету у Барселони, где и данас живи. Најпознатија дела су му Замак из шифрованог писма, Припреме за путовање, Ловац на лавове, Корњачина песма, Прозерпинина смрт, Град голубова и збирка прича Проблеми с видом.
Многе његове књиге преведене су у Немачкој, Холандији, Француској, Италији, Великој Британији, Израелу, САД, Бразилу.

## Вољено чудовиште
Вољено чудовиште, новела, је најпознатије Томеово дело. Два, наизглед, сасвим различита човека воде дијалог. Први је Хуан, који се тек у тридесетим годинама одважио на чин непослушности, а други је Бругер, шеф кадровске службе у банци која је расписала оглас за место ноћног чувара. Временом се испоставља да се живот и једног и другог окреће око истог стожера - посесивне мајке.